# 尹氏宗祠 (洞口县)
黄埔军校第二分校旧址—尹氏宗祠位于湖南省洞口县山门镇岩门村，又称岩门尹氏宗祠，是清朝时建筑的宗祠。
黄埔军校武汉分校即黄埔军校第二分校，迁址于武冈后，尹氏宗祠即成为黄埔军校第二分校第十四军官总队所在。2011年，湖南省人民政府公布为第九批湖南省文物保护单位。

## 相关
- 黄埔军校第二分校旧址
- 黄埔军校第二分校曲塘分部旧址——曲塘杨氏宗祠